# 棉兰号
棉兰号（英文：SS Ourang Medan）是一艘幽灵船，根据各方媒体报刊的来源信息（报道信息发表年代分别于1940年、1947年和1948年），这艘船的船员皆死于非命，死因至今扑朔迷离。船只沉没的位置据说是在荷属东印度群岛（今印度尼西亚）附近水域。棉兰号的故事至今已成为一个都市传说。

## 神秘的棉兰号
1952年5月美国海岸警卫队出版的《商船研究记录》（Proceedings of the Merchant Marine Council）中曾提到该船和其事件。1948年10月10日，纽约州奥尔巴尼的《奥尔巴尼时报》发表了一篇参考报道，而他们参考的原始信息源是来自《Elsevier周刊》。“Ourang”(也写成Orang)这一词汇来源于马来语或印度尼西亚语，意为“人”，而棉兰是位于印度尼西亚苏门答腊岛上最大的城市，所以综合得名“棉兰人”。各种书籍和杂志关于这艘船失事的报道，主要都是来自于致力于都市传说、灵异现象的《堡垒时报》（Fortean Times）杂志。

这个故事最早出现在荷属东印度群岛发行的报刊《铁路机车：三宝垄贸易杂志》（荷兰语：De locomotief: Samarangsch handels- en advertentie-blad）上，分别由三篇文章组成的系列文章(文章发表日期分别为1948年2月3日，1948年2月28日和1948年3月13日)。棉兰号的主要故事情节基本上原始版本和不同的流传版本大体上是一致的，但是两个版本也会出现一些改动的地方。最为主要的就是发现“棉兰号”的船只名字从未被提及，发现的地点也只被描述为400海里范围内(马绍尔群岛东南460英里）。第二和第三篇文章描述了棉兰号船员唯一幸存者的经历，这名幸存者是在马绍尔群岛的塔翁吉环礁上被一名意大利传教士和当地人发现的。这名男子在临死前告诉传教士，这艘船装载的主要货物是大量的硫酸，由于集装箱受损硫酸气体溢出，造成大部分船员遇难。根据文章报道，“棉兰号”的航线是从一个不知名的中国小港口驶往哥斯达黎加，并故意避开当局的检查。这名幸存者是一位不愿透露姓名的德国人，他把自己的故事讲给了传教士，传教士又把故事讲给了来自意大利的里雅斯特的作者西尔维奥·舍里(Silvio Scherli)。这家荷兰报纸的关于棉兰号文章的末尾均标注有免责声明：
“这是我们关于棉兰号神秘故事的最后一部分。我们再次重申，我们没有关于这个“海洋之谜”的任何其他证据。我们也无法解释故事中许多的未解之谜。当然，这是一个令人兴奋并激起探索欲的海洋故事。另一方面，作者西尔维奥·舍里还向我们保证了这个故事的真实性。”
据说西尔维奥·舍利于1959年9月28日在里雅斯特发表了“出口贸易”的报告。
来自The Skittish Library发现的新证据表明，在英国报纸《每日镜报》和《约克郡晚报》上，也转载了美联社1940年报道的这一事件。但报道中的故事也有很多不同之处，地点变成了所罗门群岛，SOS求救信息也与后来的报道有所不同。这些故事的源头版本还是来自于西尔维奥·舍里。

## 故事
故事的时间开始于1947年6月或前后的某个时间点（文森特·加迪斯和其他文章给出的时间则是1948年2月初），美国船只“巴尔的摩”和“银星号”正从马六甲海域航行经过，突然收到来自附近的荷兰商船“棉兰号”的几条求救信号。船上的一名无线电操作员用莫尔斯电码发送了如下信息:“这是从棉兰号发出的求救信号（断断续续的声音），我们现在飘浮在附近的海面上，所有人，包括船长，都死了，整个船的人都死了！”一阵(莫尔斯电码）短促且混乱的声音，操作员的声音又再次清晰地出现，他说“我，也死了。”然后，在那句令人不寒而栗的话音之后，就再也没有接收到到任何消息了。当银星号船员最终找到并登上棉兰号准备实施营救时，他们惊讶的发现这艘船尸横片野(其中还包括狗的尸体)。尸体的状态都是背朝上脸朝下， 而那些冻僵的死者(据称受到了严重惊吓)面朝上方看着太阳，嘴巴张开，眼睛直视前方，尸体看起来就像恐怖漫画里的那样。在整艘船上未发现任何一名生还者，也未发现尸体上有明显的伤痕。随后，银星号准备将棉兰号拖曳到附近的港口，但棉兰号的4号货舱突发大火，迫使美方登船人员紧急撤离了这艘荷兰货轮，对船的调查也被迫中止。 不久之后，棉兰号发生爆炸，沉没大海。

## 解释

### 无担保的危险品货物
贝顿和其他人推测，棉兰号可能是参与了危险品运输的走私活动。例如运输氰化钾和硝酸甘油的混合物，或者甚至是战时的神经毒气。根据这些推测，当海水溢进船舱，与货物发生化学反应并激发释放有毒气体，迫使船员出现窒息和中毒。 最后海水与硝酸甘油发生反应，引发火灾和爆炸。
另一个推测是，这艘船运送的是日本军队在战争期间储存在中国的神经毒气，并在战争结束时秘密移交给美国军方。 美国船只无法运输这批货物，因为这样会留下痕迹而被查到。 因此，将其装载到未注册的船上，以运输到美国本土或美国管辖的太平洋岛屿上。

### 一氧化碳（CO）中毒
加迪斯提出了另外一个推测，即船舶的锅炉系统出现故障而发生火情，这可能是造成沉船事故的主要原因。 大火散发的一氧化碳导致所有人死亡，大火慢慢蔓延开来而无法控制，从而导致船只的最终沉没。

## 写给中央情报局关于棉兰号的信
一封写给中央情报局的信件再次引起了人们对棉兰号故事的兴趣。1959年12月，亚利桑那州斯科茨代尔的小马克(C.H. Marck Jr.)给中情局局长艾伦·杜勒斯(Allen Dulles)写了一封私人信件。 在信中，马克首先询问信的接收者，是否相信棉兰号的故事涉及“来自未知之物”，然后重述了棉兰号的故事及其沉没过程。
这封信于2003年5月5日公布于众，但马克写给艾伦·杜勒斯的信件被中情局删改过。但是，在信中，马克提到了他在1958年5月29日发出的一封早期信件。“局长助理”简短地回答了一些“代表杜勒斯先生”的问题回复，语气中还稍带有轻蔑的口气。2002年5月7日，通过发布的回复确认，信件的确被中情局接收过。

## 质疑
一些作家指出，他们无法在罗伊德货运船舶登记处（Lloyd's Shipping Register）查找到任何关于此事件的描述或纪录。此外，包括荷兰在内的多个国家也无法找到以棉兰人为名称注册的船舶登记记录。作家罗伊 · 班顿声称，据报道参与了失败救援行动的银星号的身份很有可能确有其船，但由于完全缺乏关于沉船本身的信息，人们对这一说法的来源和可信度产生了质疑。“银星号”的航行日志里没有显示任何此类营救行动的记录。班顿和其他人提出了这样的可能性: 除此之外，关于这个棉兰号沉船事故发生的日期、地点、船只名称以及事故情况的描述可能是不准确或夸大的，或者这个故事可能完全就是虚构的。
一位英国研究人员在1940年发行的两份英国报纸(1940年11月21日的《约克郡晚报》和1940年11月22日的《每日镜报》)中发现了有关于棉兰号的故事，而这些报纸都引用了美联社的报道。

## 流行文化
- 《捉鬼敢死队》，于2016年上映的这部电影里，简要提到了棉兰号。
- 《黑相集：棉兰号》，发行于2019年以棉兰号为灵感创作的电子游戏。